# Bob Bourne
Pour les articles homonymes, voir Bourne.
Robert Glen Bourne (né le 21 juin 1954 à Netherhill, dans la province de la Saskatchewan au Canada) est un joueur professionnel retraité de hockey sur glace ayant évolué à la position de centre.

## Carrière de joueur
Après une carrière junior avec les Blades de Saskatoon de la Ligue de hockey de l'Ouest du Canada, Bob Bourne se voit être réclamé par les Scouts de Kansas City au troisième tour du repêchage de 1974 de la Ligue nationale de hockey, ainsi que par les Racers d'Indianapolis au deuxième tour du repêchage de l'Association mondiale de hockey au cours de la même année.
Cependant, avant même le début de la saison suivante, il est cédé aux Islanders de New York et s'aligne avec ses derniers au cours des douze saisons suivantes. Entouré de joueur tel Bryan Trottier, Mike Bossy, Billy Smith, ainsi que d'Al Arbour à la barre de l'équipe, Bourne obtient quatre saisons à plus de soixante points et s'affiche comme un joueur clé de la dynastie des Islanders.
À l'été 1980, il obtient une invitation à rejoindre l'équipe du Canada qui prend part à la Coupe Canada. Bourne s'y présente mais après seulement quatre jours au camp d'entraînement, il quitte l'équipe. Étant agent libre sans compensation, il a peur de se blesser, ce qui l'empêcherait alors de trouver preneur. Reconnu comme un joueur vedette, les autres équipes de la ligue s'abstiennent de lui offrir un contrat par crainte de devoir sacrifier un de leurs propres joueurs étoiles. Bourne ressigne alors avec les Islanders. Cette décision lui est bénéfique puisque la saison suivante, il inscrit un sommet en carrière au chapitre des points avec 76 points en 78 rencontres et il voit les Islanders remporter une deuxième Coupe Stanley consécutive.
Bien qu'il ait connu trois saisons de trente buts ou plus et qu'il en ait accumulé 258 en carrière, il doit attendre sa 699e rencontre, disputée en 1983-1984, pour inscrire son premier coup du chapeau. Le plus surprenant étant que lors de cette victoires des Islanders 5 à 1 face au Devils du New Jersey, Bourne inscrit ses trois buts dans trois circonstances différentes : un but en supériorité numérique, un en infériorité et un à 5 contre 5. De plus, Bourne utilisait ce soir-là un des bâtons de son coéquipier Stefan Persson, qui était un des rares joueurs d'alors à mettre du ruban de couleur blanche à la palette de son bâton.
Laissé sans protection avant le début de la saison 1986-1987, Bourne est réclamé par les Kings de Los Angeles et il dispute avec eux deux saisons, récoltant au terme de cette dernière le trophée Bill-Masterton. Il annonce son retrait de la compétition au cours de l'été suivant.

### Carrière d'entraîneur
À l'été 1993, il accepte le poste d'assistant entraîneur pour le Thunder de Las Vegas de la Ligue internationale de hockey, poste qu'il occupe pour une saison.
Il obtient le titre entraîneur-chef du Stampede de Central Texas de la Western Professional Hockey League pour la saison 1996-97. Puis il revient avec le Thunder en 1997-1998, cette fois en tant qu'entraîneur-chef. Bourne accepte par la suite le même titre pour les Grizzlies de l'Utah pour les deux saisons suivantes avant de voir la LIH fermer ses portes.

## Statistiques
| Saison     | Équipe                | Ligue      |     | Saison régulière | Saison régulière | Saison régulière | Saison régulière | Saison régulière |    | Séries éliminatoires | Séries éliminatoires | Séries éliminatoires | Séries éliminatoires | Séries éliminatoires |
| Saison     | Équipe                | Ligue      | PJ  | B                | A                | Pts              | Pun              | PJ               | B  | A                    | Pts                  | Pun                  |                      |                      |
| 1971-1972  | Blades de Saskatoon   | LHOC       | 63  | 28               | 32               | 60               | 36               | 8                | 3  | 7                    | 10                   | 2                    |                      |                      |
| 1972-1973  | Blades de Saskatoon   | LHOC       | 66  | 40               | 53               | 93               | 74               | 16               | 7  | 10                   | 17                   | 30                   |                      |                      |
| 1973-1974  | Blades de Saskatoon   | LHOC       | 63  | 29               | 42               | 71               | 41               | 6                | 3  | 2                    | 5                    | 12                   |                      |                      |
| 1974-1975  | Islanders de New York | LNH        | 77  | 16               | 23               | 39               | 12               | 9                | 1  | 2                    | 3                    | 4                    |                      |                      |
| 1975-1976  | Islanders de New York | LNH        | 14  | 2                | 3                | 5                | 13               |                  |    |                      |                      |                      |                      |                      |
| 1975-1976  | Texans de Fort Worth  | LCH        | 62  | 29               | 44               | 73               | 80               |                  |    |                      |                      |                      |                      |                      |
| 1976-1977  | Islanders de New York | LNH        | 75  | 16               | 19               | 35               | 30               | 8                | 2  | 0                    | 2                    | 4                    |                      |                      |
| 1977-1978  | Islanders de New York | LNH        | 80  | 30               | 33               | 63               | 31               | 7                | 2  | 3                    | 5                    | 2                    |                      |                      |
| 1978-1979  | Islanders de New York | LNH        | 80  | 30               | 31               | 61               | 48               | 10               | 1  | 3                    | 4                    | 6                    |                      |                      |
| 1979-1980  | Islanders de New York | LNH        | 73  | 15               | 25               | 40               | 52               | 21               | 10 | 10                   | 20                   | 10                   |                      |                      |
| 1980-1981  | Islanders de New York | LNH        | 78  | 35               | 41               | 76               | 62               | 14               | 4  | 6                    | 10                   | 19                   |                      |                      |
| 1981-1982  | Islanders de New York | LNH        | 76  | 27               | 26               | 53               | 77               | 19               | 9  | 7                    | 16                   | 36                   |                      |                      |
| 1982-1983  | Islanders de New York | LNH        | 77  | 20               | 42               | 62               | 55               | 20               | 8  | 20                   | 28                   | 14                   |                      |                      |
| 1983-1984  | Islanders de New York | LNH        | 78  | 22               | 34               | 56               | 75               | 8                | 1  | 1                    | 2                    | 7                    |                      |                      |
| 1984-1985  | Islanders de New York | LNH        | 44  | 8                | 12               | 20               | 51               | 10               | 0  | 2                    | 2                    | 6                    |                      |                      |
| 1985-1986  | Islanders de New York | LNH        | 62  | 17               | 15               | 32               | 36               | 3                | 0  | 0                    | 0                    | 0                    |                      |                      |
| 1986-1987  | Kings de Los Angeles  | LNH        | 78  | 13               | 9                | 22               | 35               | 5                | 2  | 1                    | 3                    | 0                    |                      |                      |
| 1987-1988  | Kings de Los Angeles  | LNH        | 72  | 7                | 11               | 18               | 28               | 5                | 0  | 1                    | 1                    | 0                    |                      |                      |
| Totaux LNH | Totaux LNH            | Totaux LNH | 964 | 258              | 324              | 582              | 605              | 139              | 40 | 56                   | 96                   | 108                  |                      |                      |

## Statistiques en équipe nationale
| Année | Équipe | Compétition  |   | PJ | B | A | Pts | Pun                |  | Résultat |
| 1984  | Canada | Coupe Canada | 8 | 0  | 3 | 3 | 0   | Médaille de bronze |  |          |

### Statistiques d'entraîneur
| Saison    | Équipe                    | Ligue |    | PJ | V  | D | N  | Pr                 |  | Séries éliminatoires |
| 1996-1997 | Stampede de Central Texas | WPHL  | 64 | 35 | 27 | 0 | 2  | --                 |  |                      |
| 1998-1999 | Thunder de Las Vegas      | LIH   | 82 | 35 | 39 | 0 | 8  | Non qualifiés      |  |                      |
| 1999-2000 | Grizzlies de l'Utah       | LIH   | 82 | 45 | 25 | 0 | 12 | Défaite au 2e tour |  |                      |
| 2000-2001 | Grizzlies de l'Utah       | LIH   | 82 | 38 | 36 | 0 | 8  | Non qualifiés      |  |                      |

## Honneurs et trophées
- Ligue centrale de hockey
  - Nommé dans la deuxième équipe d'étoiles en 1976.
- Ligue nationale de hockey
  - Vainqueur de quatre Coupes Stanley avec les Islanders de New York : 1980, 1981, 1982 et 1983.
  - Récipiendaire du trophée Bill-Masterton remis au joueur ayant démontré le plus de qualité de persévérance et d'esprit d'équipe en 1988.
  - Invité au 33e Match des étoiles en 1981.

## Transactions en carrière
- Repêchage amateur de la LNH 1974 : réclamé par les Scouts de Kansas City (3e choix de l'équipe, 38e au total).
- Repêchage amateur de l'AMH 1974 : réclamé par les Racers d'Indianapolis (2e choix de l'équipe, 17e au total).
- 10 septembre 1974 : échangé par les Scouts aux Islanders de New York en retour des droits de Larry Hornung et de compensation future (Les Scouts reçoivent Bart Crashley le 16 septembre 1974).
- 6 octobre 1986 : réclamé au ballotage par les Kings de Los Angeles.